# 왕박쥐속

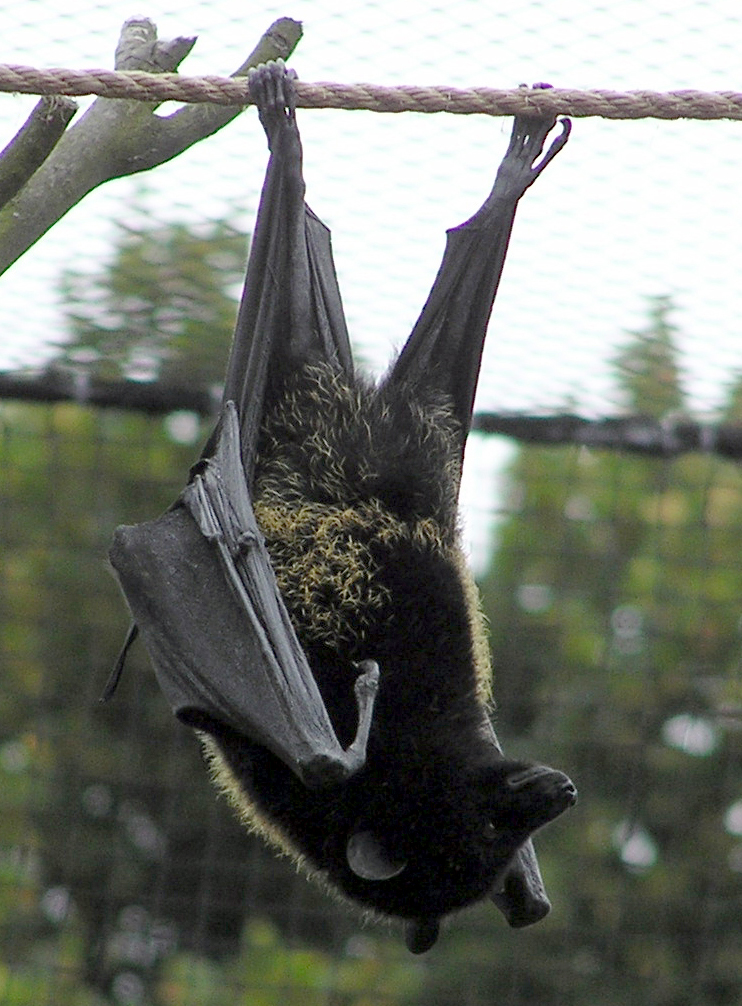

왕박쥐속 또는 날여우박쥐속(Pteropus)은 큰박쥐과에 속하는 박쥐 속의 하나이다. 세계에서 가장 큰 박쥐류이다. 아시아(인도아대륙 포함)와 오스트레일리아, 동아프리카 그리고 인도양과 태평양의 수많은 원거리 제도의 열대 및 아열대 기후 지역에서 서식한다. 최소 현존하는 60여 종으로 이루어져 있다.

## 하위 종
| - 검은날여우박쥐 (P. alecto) - 잿빛머리날여우박쥐 (P. caniceps) - 은색날여우박쥐 (P. argentatus) - 말루쿠날여우박쥐 (P. chrysoproctus) - 마키라날여우박쥐 (P. cognatus) - 뱅크스날여우박쥐 (P. fundatus) - 솔로몬날여우박쥐 (P. rayneri) - 렌넬날여우박쥐 (P. rennelli) - 안경날여우박쥐 (P. conspicillatus) - 스람과일박쥐 (P. ocularis) - 아루날여우박쥐 (P. aruensis) - 카이날여우박쥐 (P. keyensis) - 리빙스턴과일박쥐 (P. livingstonii) - 검은수염날여우박쥐 (P. melanopogon) - 오키나와날여우박쥐 (P. loochoensis) - 마리아나과일박쥐 (P. mariannus) - 팔라우날여우박쥐 (P. pelewensis) - 코스라에날여우박쥐 (P. ualanus) - 야프날여우박쥐 (P. yapensis) - 검은귀날여우박쥐 (P. melanotus) - 롬복날여우박쥐 (P. lombocensis) - 캐럴라인날여우박쥐 (P. molossinus) - 로드리게스날여우박쥐 (P. rodricensis) - 큰날여우박쥐 (P. neohibernicus) - 알다브라날여우박쥐 (P. aldabrensis) - 모리셔스날여우박쥐 (P. niger) - 마다가스카르날여우박쥐 (P. rufus) - 세이셸과일박쥐 (P. seychellensis) - 펨바날여우박쥐 (P. voeltzkowi) - 비스마르크가면날여우박쥐 (P. capistratus) | - 가면날여우박쥐 (P. personatus) - 테민크날여우박쥐 (P. temminckii) - 큰귀날여우박쥐 (P. macrotis) - 길빙크만날여우박쥐 (P. pohlei) - 회색머리날여우박쥐 (P. poliocephalus) - 추크날여우박쥐 (P. insularis) - 테모투날여우박쥐 (P. nitendiensis) - 보닌날여우박쥐 (P. pselaphon) - 섬날여우박쥐 (P. tonganus) - 바니코로날여우박쥐 (P. tuberculatus) - 누벨칼레도니날여우박쥐 (P. vetulus) - 바누아투날여우박쥐 (P. anetianus) - 사모아날여우박쥐 (P. samoensis) - 길리어드날여우박쥐 (P. gilliardorum) - 샌본날여우박쥐 (P. mahaganus) - 작은붉은날여우박쥐 (P. scapulatus) - 난쟁이날여우박쥐 (P. woodfordi) - 애드미럴티날여우박쥐 (P. admiralitatum) - 류큐날여우박쥐 (P. dasymallus) - 니코바르날여우박쥐 (P. faunulus) - 회색날여우박쥐 (P. griseus) - 온통자바날여우박쥐 (P. howensis) - 작은날여우박쥐 (P. hypomelanus) - 붉은날여우박쥐 (P. ornatus) - 작은황금망토날여우박쥐 (P. pumilus) - 필리핀회색날여우박쥐 (P. speciosus) - 인도날여우박쥐 (P. giganteus) - 안데르센날여우박쥐 (P. intermedius) - 라일날여우박쥐 (P. lylei) - 말레이날여우박쥐 (P. vampyrus) |